# Kleszczewko
Kleszczewko (niem. Kleschkau) – wieś w Polsce położona w województwie pomorskim, w powiecie gdańskim, w gminie Pszczółki. W 2010 zamieszkiwało ją 311 osób.

## Z kart historii
Na terenie wsi znaleziono groby z VI wieku p.n.e. Pięć wieków później istniała tu osada, przez którą przechodził Szlak Bursztynowy (z tego okresu pochodzą znalezione kolie bursztynowe). Na początku XIV wieku między właścicielem wsi Zychem a cystersami z Oliwy toczył się spór o tutejsze grunty. Na wzniesieniu, na północ od stawu, we wsi znajdował się kiedyś dwór, stanowiący własność Zygmunta Krasińskiego. Po II wojnie światowej zdewastowany i opuszczony, popadł w ruinę i został rozebrany.
W latach 1773–1918 Kleszczewko podlegało administracji zaboru pruskiego, natomiast w 1919 znalazło się na terenie Wolnego Miasta Gdańska, pomimo usilnych starań właściciela Kleszczewka – Franciszka Wojnowskiego – o przyłączenie wsi i okolic do Polski. Na przedwojennych mapach Polski wieś widnieje pod nazwą Kleszczyn.
1 września 1939 Kleszczewko zostało włączone do niemieckiej III Rzeszy. Wiosną 1945 znalazło się ponownie w Polsce. W latach 1975–1998 miejscowość administracyjnie należała do województwa gdańskiego.